# Жалау Минбаєв
Жалау Минбаєв (каз. Жалау Мыңбаев; 1892, Кунан-ориська волость, Адайський повіт — 16 листопада 1929, Алмати, Казахська РСР) — радянський державний і партійний діяч, член ЦК КП Казахстану, голова ЦВК (Центрального виконавчого комітету) Казакської АРСР . Член КПРС з 1923 р.

## Біографія
- У 1905-1908 навчався в російсько-казахській школі в Форт-Александрівську (нині м. Форт-Шевченко). У тому ж році поїхав у Коканд щоб повідомити про підтримку Туркестанської автономії адаями Мангистау. Познайомився в поїзді з Мустафою Шокаєм. Пізніше в 1909 році провів його за кордон через море. У 1917 член Мангистауської повітової ради.
- У 1919 голова молодіжної організації «Бірлік»;
- У 1918-1923 рр. заступник голови Адайського Совдепу, заступник начальника міліції, голова Ревкому Александровки (Форт-Шевченко).
- 1920-1923 заступник начальника продовольчого відділу Мангистауського повітового комітету, начальник міліції Адайського повіту;
- 1923-1924 голова ревкому Адайського повіту. Делегат 14-го з'їзду ВНП (б), 3 - 5-ї обласної партійної конференцій, 4-6-го з'їздів Рад Казахстану. На 5-му з'їзді обраний головою ЦВК КазАРСР. Очолив роботу по підбору національних кадрів для органів управління, займався питаннями поліпшення соціальних умов населення, освіти, культури і охорони здоров'я.
- Приєднався до групи С. Садуакасова і Н. Нурмакова, яка виступала з критикою антинаціональної політики радянського уряду і 25 січня 1926 року на Пленумі крайового комітету Казахстану оголошена націоналістичною. Проти Минбаєва порушили справу.
- В 1927 р. був знятий з посади і призначений головою виконавчого комітету Гур'євського округу. На цій посаді зробив внесок у розвиток важкої промисловості та рибного господарства краю; безпосередньо керував будівництвом Гур'євської (Атирауської) електростанції. Помер після важкої хвороби.
- У 1923-1925 рр. — голова виконавчого комітету Уральської області, у 1925-1927 рр. голова КазЦВК, в 1927-1929 рр. голова виконкому Гур'євського округу. Був делегатом XVI з'їзду ВКП(б).[1]

## Пам'ять
В Актау в жовтні 2007 року йому встановлено пам'ятник.